# Stadsbrouwerij van Kollenburg
Stadsbrouwerij van Kollenburg is een Nederlandse onafhankelijke bierbrouwerij in 's-Hertogenbosch in de provincie Noord-Brabant.

## Geschiedenis
De brouwerij werd opgericht in 1999 door vader en zoon Jan en Jan van Kollenburg als brouwerijhuurder onder de naam brouwerij 't Kolleke. In 2007 werd in Hongarije een brouwinstallatie aangekocht en de officiële opening van de brouwerij vond plaats op 4 september 2007. Brouwmeester is sinds 2013 Pieter van Meel, voormalig werkzaam in brouwerij Het Brouwcafé in Scheveningen.
De brouwerij vormt een geheel met het café Bar le Duc. Het café is gelegen in de Korenbrugstraat 5-7, in een pand waarvan de zijmuren en een kelder met tongewelf teruggaan tot de middeleeuwen. De voorgevels werden in de 19e eeuw vernieuwd. Het pand in de Kruisstraat 28, waar de brouwinstallatie staat, vormt hiermee een geheel. Ook dit pand kent een lange geschiedenis en gaat terug tot ongeveer half de 19e eeuw. Oorspronkelijk heette dit huis "De Kemel" en later "De Hopzak". Sinds 1865 stond er dhr. Werthenbroek (later Wertenbroek) ingeschreven: een handelaar in koloniale waren en tabakskerver (snijder van tabaksbladen), onder de bedrijfsnaam "Waardenbroek". In 1910 werd deze firma failliet verklaard.

## Bieren

### Vast assortiment
- 't Kolleke Oude Jan, bruin bier (dubbel) met een alcoholpercentage van 7%
- 't Kolleke Ome Jan, blond bier met een alcoholpercentage van 6,5%
- 't Kolleke Jonge Jan, witbier met een alcoholpercentage van 5,5%
- 't Kolleke Rosé, fruitbier met een alcoholpercentage van 4,9%
- 't Kolleke Triple, blond bier met een alcoholpercentage van 7,5%
- 't Kolleke Kleine Jan, amberkleurig bier met een alcoholpercentage van 5,5%[5]

### Seizoensbieren
- 't Kolleke Bock, bokbier met een alcoholpercentage van 6,2%
- 't Kolleke Winterbier, winterbier met een alcoholpercentage van 8%